# 시드 아메드 레잘라
시드 아메드 레잘라(Sid Ahmed Rezala, 1979년 5월 14일 - 2000년 6월 28일)은 알제리의 연쇄 살인범이다. Tueur des Trains→기차의 살인자라는 별명이 있다.
1999년 10월에서 12월에 걸쳐 프랑스에서 3명을 살해했고, 2000년 1월 포르투갈에서 체포되어 수감되었다. 수감 중 감방의 매트리스에 불을 붙여 자살했다.